# Associazione Sportiva Melfi
A'Associazione Sportiva Melfi 1929, abreviado como A.S. Melfi é uma equipe de futebol italiana com sede na cidade de Melfi.

## História
As cores sociais do clube são o amarelo e o verde e milita na Lega Pro. Disputa as suas partidas como mandante no estádio Arturo Valerio, que tem uma capacidade total para 4.100 pessoas. O clube tem seu próprio centro de treinamento, o Centro Sportivo SATA
O Melfi conseguiu o seu melhor momento esportivo na temporada 2005/2006, quando quando chegou a final do play-off para a Serie C1, sendo eliminada na semifinal contra o Taranto; em 13 de abril de 2014 batendo pela 32ª jornada do campeonato da Seconda Divisione a Ischia por 1-0 conquista o acesso ao campeonato da Lega Pro. Em 2006 participou da TIM Cup, perdendo contra a Udinese (militante na Serie A) por 4-0.
Participou da Lega Pro Seconda Divisione (l'ex Serie C2) por 11 anos consecutivos, record que deten junto a Bellaria.